# Московский концептуализм
Моско́вский концептуали́зм — направление, возникшее в неофициальном искусстве СССР в начале 1970-х годов. Сам термин появился в 1979 году благодаря статье Бориса Гройса «Московский романтический концептуализм», опубликованной в журнале «А — Я». Это направление также иногда именуют «Московской концептуальной школой».
Московский концептуализм состоял из двух чётко выявленных ветвей: литературоцентричной (то, что Б. Гройс впоследствии назвал «Московский романтический концептуализм») и аналитической.

## Художники и писатели московского концептуализма. «Романтическая» ветвь
Некоторые наиболее известные представители направления:
- Илья Кабаков
- Андрей Монастырский и арт-группа Коллективные действия
- Эрик Булатов
- Дмитрий Александрович Пригов
- Виктор Пивоваров
- Павел Пепперштейн
- Новиков, Игорь Алексеевич
- Вадим Захаров
- Никита Алексеев
- Ирина Нахова
- Сергей Ануфриев
- Тимур Кибиров
- Андрей Филиппов
- Юлия Кисина

В литературе школу представляли поэты Дмитрий Пригов, Тимур Кибиров, Всеволод Некрасов, Лев Рубинштейн, Анна Альчук, а также прозаики — Виктор Ерофеев, ранний Владимир Сорокин и Юлия Кисина. Близок к концептуализму, во многом предвосхитив его, был поэт и прозаик Евгений Харитонов.

## Художники московского концептуализма. «Аналитическая» ветвь
- Арт-группа «Комар/Меламид». Участники: Виталий Комар, Александр Меламид
- Арт-группа «Гнездо». Участники: Геннадий Донской, Михаил Рошаль, Виктор Скерсис
- Арт-группа ТОТАРТ. Участники: Наталья Абалакова, Анатолий Жигалов
- Евгений Семёнов
- Иван Чуйков
- Юрий Альберт
- Паруйр Давтян
- Арт-группа «СЗ». Участники: Виктор Скерсис, Вадим Захаров
- Арт-группа «Купидон». Участники: Юрий Альберт, Виктор Скерсис, Андрей Филиппов, Паруйр Давтян
- Арт-группа «Эдельвейс». Участники: Паруйр Давтян, Виктор Скерсис, Юрий Альберт, Андрей Филиппов
- Арт-группа «Мухоморы». Участники: Свен Гундлах, Константин Звездочётов, Владимир и Сергей Мироненко, Алексей Каменский, Владимир Кара-Мурза[1]